# Aliaksandra Herassimènia
Aliaksandra Víktarauna Herassimènia (nascuda el 31 de desembre de 1990 a Belarús) és una nedadora belarussa especialista en estil lliure i esquena.
Malgrat una suspensió de dos anys per una prova de dopatge positiva per norandrosterona en 2003, Herassimènia va tornar a guanyar medalles d'or en els campionats europeus i mundials.
Els seus majors èxits es van produir en el període 2010-2012. El 2010, va guanyar el Campionat Europeu de Natació a Budapest en els 50 metres d'esquena, i va ser segona en els 100 metres estil lliure. En el Campionat del Món de Xangai de 2011, va compartir el primer lloc en l'estil lliure de 100 metres amb la danesa Jeanette Ottesen.
Va participar en els Jocs Olímpics de 2012, i va guanyar medalles de plata en els 50 i 100 metres estil lliure.
L'estiu de 2013 va guanyar tres medalles d'or (50 i 100 metres estil lliure, 50 metres estil papallona) i una de plata (50m esquena) en la Universitat de Kazan.

## Rècords personals
| Prova                                     | Temps   | Competició                | Ubicació              | Data                   |
| 50 m lliure                               | 24 s 28 | Jocs Olímpics de 2012     | Londres, Regne Unit   | 4 d'agost de 2012      |
| 100 m lliure                              | 53 s 38 | Jocs Olímpics de 2012     | Londres, Regne Unit   | 2 d'agost de 2012      |
| 50 m esquena                              | 27 s 57 | Campionat Mundial de 2009 | Roma, Itàlia          | 29 de juliol de 2009   |
| Records personals en piscina curta (25 m) |         |                           |                       |                        |
| 50 m lliure                               | 23 s 64 | Campionat Mundial de 2012 | Istanbul, Turquia     | 16 de desembre de 2012 |
| 100 m lliure                              | 52 s 77 | Duel in the Pool          | Atlanta, Estats Units | 16 de desembre de 2011 |
| 50 m esquena                              | 26 s 12 | Campionat Europeu de 2009 | Istanbul, Turquia     | 12 de desembre de 2009 |